# Raquel Taranilla García
Raquel Taranilla García   (Barcelona, 1981) és una escriptora catalana. És llicenciada en Dret i doctora en Filologia Hispànica. Des de 2016, viu a Madrid, on es dedica a ensenyar a escriure. És professora de la Facultat de Ciències de la Informació de la Universitat Complutense de Madrid. Abans va impartir classes a la Universitat de Barcelona i a la Universitat Hamad Bin Khalifa, on va coordinar el programa de llengua espanyola. El 2012 va publicar La justicia narrante i el 2015, el llibre autobiogràfic Mi cuerpo también i el 2017, Sumario 3/94: la historia judicial de Vicente Arlandis. El 2020 va rebre el Premi Biblioteca Breve per l'obra Noche y océano, una "història de vampirs del segle XXI".